# 1995 Голяма награда на Бразилия
1995 Голяма награда на Бразилия е 23-то за Голямата награда на Бразилия и първи кръг от сезон 1995 във Формула 1, провежда се на 26 март 1995 година на пистата Интерлагос в Сао Пауло, Бразилия.

## Репортаж
Състезанието е спечелено от пилота на Бенетон, Михаел Шумахер след като стартира от втора позиция. Дейвид Култард завърши на втора позиция за Уилямс-Рено а трети е Герхард Бергер от Ферари. Междувременно съотборника на Култард, Деймън Хил който стартира от първа позиция се завъртя в 30 обиколка и отпадна поради проблем със скоростната кутия, последвано от проблем на окачването. След състезанието отборите на Бенетон и Уилямс бъха наказани и точките им бяха изтрити. Също така Шумахер и Култард бяха наказани заради това че болидите им са били тежки и са дисквалифицирани и Герхард Бергер се обявен като победител, преди това да бъде премахнато на 14 април същата година. Вероятния дебют на Найджъл Менсъл от Макларън не се получи след като е заменен от сънародника си Марк Блъндел именно за двете състезания. Отбора на Ларус не взе участие поради финансови проблеми и така вече се състезаваха 26 пилота на старта както е през края на осемдесетте години от Формула 1.
Причината Шумахер и Култард да бъдат наказани бе, че Елф горивната компания която доставя гориво за Бенетон и Уилямс не съответства с ФИА след края на състезанието. От двата отбора включелно и Елф не бяха доволни с решението и те искаха това да се обърне за сметка на тях. Стана ясно че незаконното гориво не предлага проява на предимство или нарушавайки някои от правилата свързани с химическо съставяне, само че не отговаря на пробата, която преди е направена от ФИА. Накрая по време на изслушването на 13 април (след ГП на Аржентина две седмици след състезанието в Бразилия) от двата отбора, Шумахер и Култард бяха възстановени от позициите на състезанието но не и точките при конструкторите.
Също така това състезание маркира и 80 участие на Герхард Бергер като пилот на Ферари изравнявайки рекорда на Микеле Алборето за най-много участия при Скудерията. За това състезание Рубенс Барикело участва с нов дизайн на каската му в чест на неговия сънародник Айртон Сена.

## Доклад

### Преди ГП-то
Състезанието марикра и началото на сезон 1995 четири месеца след последното състезание в Аделейд през предходната година. По време на зимния сезон трасето Интерлагос е ре-асфалтирано за да намали неравността. Трасето става още по-неравно като много пилоти не че чувстват доволни от трасето. Дейвид Култард за когото това е негов първи пълен сезон с Уилямс, описа трасето като „изключително неравно“. Той също е заинтересован от неговата сила за продължителността на трасето което е 71 обиколки, като той страда от пристъп на възпаление на сливиците преди уикенда което прекъсна неговата психическа подготовка. Местният пилот Рубенс Барикело е по-груб като описа огранизаторите на трасето като „куп идиоти. Трасето е три пъти по-неравно от преди.“ Хайнц-Харалд Френтцен каза че неравността е толкова лошо че почти е припаднал; Заубер-ът се контролира много лошо около неравностите на трасето през целия уикенд.
Това състезание маркира и за първи път ГП на Бразилия да се провежда след смъртта на трикратния световен шампион Айртон Сена след трагедията в Имола предната година. Много почити са били направени към него през целия уикенд; включително камион с пилотите отзад развявайки бразилски флагове. Органите от Сао Паоло планирали да преименуват трасето след Сена, но семейството на Карлос Паче отхвърлиха тази идея тъй като имат пълният контрол за това трасе. Барикело има специална каска за това състезание в почит на неговия сънародник. Заради смъртта на Сена събитието е на по-ниско внимание отколкото предишните години: няколко зрители отиват до трасето за да гледат тренировките и квалификациите, но състезанието е наблюдавано многобройната публика.
Заплахата от протеста на пилотите за така наречения „Супер лиценз“ от ФИА за 1995, което даде възможност на ФИА да търсят промоционални изяви и забрана на пилотите от критикуване на шампионата, е отнемено от управителния орган преди състезанието, осигурявайки пълното участие на състезателя. Макар проблема със Супер лиценза е отстранен и със 14 отбора и 28 пилоти регистрирани за сезон 1995, отбора на Ларус с пилоти Ерик Бернард и Кристоф Боуку не се появиха на пистата за някой от сесиите. Причината за това е че отбора има финансови проблеми преди началото на първото състезание, след като френското правителство не получи спасителна помощ и шасито за 1995 още не е готов. Отборният директор Жерар Ларус избра да пропусне първите две състезания в надеждата да участват за ГП на Сан Марино по-късно същата година.
Конструкцията на някои от болидите са били готови навреме преди началото на сезона; Шаситата на Футуърк FA16 и Симтек S951 пристигнаха на събитието без тестове, след като са били готови точно преди да започне първия кръг. От първоначалния списък с пилотите за 1995 единствено Педро Диниз от Форти е единствения новобранец който участва за първи път във Формула 1.
Други пилоти като Андреа Монтермини, Таки Инуе, Мика Сало и Доменико Скиатарела правят своя първи пълен сезон.
В челото на колоната Михаел Шумахер и Деймън Хил респективно със своите болиди от Бенетон и Уилямс са главните заподозрени за титлата при пилотите, с Шумахер предвижкайки борба за шампионата. Бернар Дудо, инжернерния директор на Рено Спортс, вярва че Бенетон са били малко по-подготвени отколкото Уилямс, след като предишния отбор смени двигателите си с Рено, докато Уилямс стартира партньорството си с френския доставчик за двигатели от 1989 година. Хил пристигна на трасето с психологическо надмощие като постави най-бързата обиколка на последния пред-сезонен тест на пистата в Ещорил, 0.35 по бърз от времето на Шумахер. Също така Уилямс изминаха 2,500 мили от тестове с шасито FW17, значително повече от Бенетон; отбора имаше няколко надеждни проблеми с техния B195.
Със започването на новия сезон всички погледи са насочени към Макларън и най-вече Найджъл Менсъл. Менсъл който се състезавал за Уилямс за четири състезания през 1994 като печелейки в последния кръг в Аделейд, загуби пилотското си място за разлика от Дейвид Култард. От Марлборо, който е и официалния спонсор на базирания в Уокинг тим, искат в редиците на Макларън да имат световен шампион. При приложение че Нелсън Пикет, Ален Прост и Айртон Сена напуснаха Формула 1 (като последния загина по време на ГП на Сан Марино предната година), единствената опция е именно Найджъл. Рон Денис, шефът на тима дълго време е враг на световния шампион от 1992 най-вече през края на 80-те и началото на 90-те. Накрая Менсъл подписа с Макларън, (под натиска на Марлборо) като негов съотборник е Мика Хакинен. Самото място на финландеца е под въпрос за следваща година, след като Макларън искат да привлекат и Михаел Шумахер (който е в отбора на Бенетон до края този сезон) в редиците си за 1996. Третият пилот на отбора Ян Магнусен също е кандидат за място в тима за следващия сезон. Седмица преди състезанието в Сао Паоло е потвърдено, че Менсъл няма да участва в първите две състезания в Южна Америка, след като не може да се побере на болида MP4-10. Негов заместик е Марк Блъндел, който е и тест-пилот на отбора също като Магнусен.
Появиха се и спорове относно болида на Лижие JS41. Няколко отбора определиха JS41 като копие на болида на Бенетон B195. Единствената разлика е двигателите които използват: Бенетон използват двигатели Рено, а Лижие използват двигатели Муген-Хонда. Именно тези двигатели първоначално трябваше да бъдат на шаситата на Минарди M195, но точно в последния момент шефа на Бенетон Флавио Бриаторе сключи сделка с японския производител да предостави двигателите на Лижие (чийто отбор е под неговия контрол). Том Уолкиншоу шефа на Лижие определи болида като различен от този на Бенетон по механичен аспект. Относно пилотския състав Оливие Панис ще се състезава през целия сезон, докато Агури Сузуки и Мартин Брандъл си разменят втория болид за няколко състезания. Самата прилика между два болида, които изглеждат един и същи, може да се каже и с болида на Форти FG01. То също има прилика с болида на Фондметал GR02, макар и модифициран вариант.

## Класиране

### Квалификация
| Поз | No | Пилот                | Конструктор       | К1 Време  | К2 Време | Разлика |
| --- | -- | -------------------- | ----------------- | --------- | -------- | ------- |
| 1   | 5  | Деймън Хил           | Уилямс-Рено       | 1:20.081  | 1:20.429 |         |
| 2   | 1  | Михаел Шумахер       | Бенетон-Рено      | 1:22.131  | 1:20.382 | +0.301  |
| 3   | 6  | Дейвид Култард       | Уилямс-Рено       | 1:21.343  | 1:20.422 | +0.341  |
| 4   | 2  | Джони Хърбърт        | Бенетон-Рено      | Без време | 1:20.888 | +0.807  |
| 5   | 28 | Герхард Бергер       | Ферари            | 1:21.015  | 1:20.906 | +0.825  |
| 6   | 27 | Жан Алези            | Ферари            | 1:21.655  | 1:21.041 | +0.960  |
| 7   | 8  | Мика Хакинен         | Макларън-Мерцедес | 1:22.017  | 1:21.399 | +1.318  |
| 8   | 15 | Еди Ървайн           | Джордан-Пежо      | 1:22.370  | 1:21.749 | +1.668  |
| 9   | 7  | Марк Блъндел         | Макларън-Мерцедес | 1:22.821  | 1:21.779 | +1.698  |
| 10  | 26 | Оливие Панис         | Лижие-Муген-Хонда | 1:22.208  | 1:21.914 | +1.833  |
| 11  | 3  | Укио Катаяма         | Лижие-Муген-Хонда | 1:24.165  | 1:22.325 | +2.244  |
| 12  | 4  | Мика Сало            | Лижие-Муген-Хонда | 1:23.470  | 1:22.416 | +2.335  |
| 13  | 9  | Джани Морбидели      | Футуърк-Харт      | 1:23.403  | 1:22.468 | +2.387  |
| 14  | 30 | Хайнц-Харалд Френцен | Заубер-Форд       | 1:24.065  | 1:22.872 | +2.791  |
| 15  | 25 | Агури Сузуки         | Лижие-Муген-Хонда | 1:23.251  | 1:22.971 | +2.890  |
| 16  | 14 | Рубенс Барикело      | Джордан-Пежо      | 1:23.350  | 1:22.975 | +2.894  |
| 17  | 23 | Пиерлуиджи Мартини   | Минарди-Форд      | 1:56.532  | 1:24.383 | +4.302  |
| 18  | 24 | Лука Бадоер          | Минарди-Форд      | 1:24.443  | 1:25.205 | +4.362  |
| 19  | 29 | Карл Вендлингер      | Заубер-Форд       | 1:24.723  | 1:25.161 | +4.642  |
| 20  | 16 | Бертран Гашо         | Пасифик-Форд      | 1:25.819  | 1:25.127 | +5.046  |
| 21  | 10 | Таки Инуе            | Футуърк-Харт      | 1:27.036  | 1:25.225 | +5.144  |
| 22  | 17 | Андреа Монтермини    | Пасифик-Форд      | 1:27.440  | 1:25.886 | +5.805  |
| 23  | 22 | Роберто Морено       | Форти-Форд        | 1:27.204  | 1:26.269 | +6.188  |
| 24  | 12 | Йос Верстапен        | Симтек-Форд       | 2:01.610  | 1:27.323 | +7.242  |
| 25  | 21 | Педро Диниз          | Форти-Форд        | Без време | 1:27.792 | +7.711  |
| 26  | 11 | Доменико Скиатарела  | Симтек-Форд       | Без време | 1:28.106 | +8.025  |

### Състезание
| Поз | No | Пилот                | Конструктор       | Обиколки | Време/Отпадане | Място | Точки |
| --- | -- | -------------------- | ----------------- | -------- | -------------- | ----- | ----- |
| 1   | 1  | Михаел Шумахер       | Бенетон-Рено      | 71       | +1:38:34.154   | 2     | 10    |
| 2   | 6  | Дейвид Култард       | Уилямс-Рено       | 71       | +11.060        | 3     | 6     |
| 3   | 28 | Герхард Бергер       | Ферари            | 70       | +1 Об.         | 5     | 4     |
| 4   | 8  | Мика Хакинен         | Макларън-Мерцедес | 70       | +1 Об.         | 7     | 3     |
| 5   | 27 | Жан Алези            | Ферари            | 70       | +1 Об.         | 6     | 2     |
| 6   | 7  | Марк Блъндел         | Макларън-Мерцедес | 70       | +1 Об.         | 9     | 1     |
| 7   | 4  | Мика Сало            | Тирел-Ямаха       | 69       | +2 Об.         | 12    |       |
| 8   | 25 | Агури Сузуки         | Лижие-Муген-Хонда | 69       | +2 Об.         | 15    |       |
| 9   | 17 | Андреа Монтермини    | Пасифик-Форд      | 65       | +6 Об.         | 22    |       |
| 10  | 21 | Педро Диниз          | Форти-Форд        | 64       | +7 Об.         | 25    |       |
| Отп | 9  | Джани Морбидели      | Футуърк-Харт      | 62       | Двигател       | 13    |       |
| Отп | 10 | Таки Инуе            | Футуърк-Харт      | 48       | Двигател       | 21    |       |
| Отп | 24 | Лука Бадоер          | Минарди-Форд      | 47       | Двигател       | 18    |       |
| Отп | 22 | Роберто Морено       | Форти-Форд        | 47       | Завъртане      | 23    |       |
| Отп | 29 | Карл Вендлигер       | Заубер-Форд       | 41       | Електроника    | 19    |       |
| Отп | 5  | Деймън Хил           | Уилямс-Рено       | 30       | Ск.кутия       | 1     |       |
| Отп | 2  | Джони Хърбърт        | Бенетон-Рено      | 30       | Инцидент       | 4     |       |
| Отп | 16 | Бертран Гашо         | Пасифик-Форд      | 23       | Ск.кутия       | 20    |       |
| Отп | 14 | Рубенс Барикело      | Джордан-Пежо      | 16       | Ск.кутия       | 16    |       |
| Отп | 12 | Йос Верстапен        | Симтек-Форд       | 16       | Ск.кутия       | 24    |       |
| Отп | 3  | Укио Катаяма         | Тирел-Ямаха       | 15       | Завъртане      | 11    |       |
| Отп | 15 | Еди Ървайн           | Джордан-Пежо      | 15       | Съеденител     | 8     |       |
| Отп | 11 | Доменико Скиатарела  | Симтек-Форд       | 12       | Кормило        | 26    |       |
| Отп | 30 | Хайнц-Харалд Френцен | Заубер-Форд       | 10       | Електроника    | 14    |       |
| Отп | 26 | Оливие Панис         | Лижие-Муген-Хонда | 0        | Инцидент       | 10    |       |
| Отп | 23 | Пиерлуиджи Мартини   | Минарди-Форд      | 0        | Ск.кутия       | 17    |       |

## Класиране след състезанието
| Поз | Пилот          | Точки |
| --- | -------------- | ----- |
| 1   | Михаел Шумахер | 10    |
| 2   | Дейвид Култард | 6     |
| 3   | Герхард Бергер | 4     |
| 4   | Мика Хакинен   | 3     |
| 5   | Жан Алези      | 2     |
| 6   | Марк Блъндел   | 1     |

| Поз | Конструктор       | Точки |
| --- | ----------------- | ----- |
| 1   | Ферари            | 6     |
| 2   | Макларън-Мерцедес | 4     |